# 科隆—莱茵/美因高速铁路
科隆－莱茵/美茵高速铁路（德語：Schnellfahrstrecke Köln-Rhein/Main），是德國一條連接科隆及法蘭克福的高速鐵路路線，於1995年12月13日開工，2002年8月1日正式通車，全長177公里，最高行車時速300公里，行車時間為62分鐘。其大部份路段皆與德國3號高速公路平行。此線的特色是坡道大，最大坡道達4%，以致只有ICE-3列車有能力在此線上行駛。此線建設費用為60億歐元，由德國國鐵建造。

## 背景
早在20世纪80年代，德国联邦铁路就与北莱茵-威斯特法伦州、莱茵兰-普法尔茨州和黑森州有关方面就线路走向进行了谈判。每个州都反对将该高铁线路绕过莱茵河上的城市，特别是波恩、安德纳赫、科布伦茨、美因茨和威斯巴登，并对通过其中一些城市的其他四条路线进行了审查。没有达成任何协议，联邦内阁于1989年12月20日同意交通部长的建议，采用A3路线，并在林堡设立一个车站。

## 歷史
- 1995年12月13日：此線開工。
- 2002年8月1日：正式通車。

## 沿線車站
- 科隆火車總站
- 科隆展会/多伊茨车站
- 科隆－波恩機場站（支線）
- 锡格堡-波恩站
- 蒙塔鲍尔站
- 林堡南站
- 法蘭克福機場車站
- 法蘭克福火車總站
- 威斯巴登火車總站（支線）